# Benito Báez
Benito Báez Ceri (nacido el 6 de mayo de 1977 en Bonao) es un ex lanzador dominicano que jugó béisbol profesional durante una temporada en las Grandes Ligas de Béisbol. Lanzó para los Marlins de Florida en ocho partidos durante la temporada 2001. En 2008, lanzó para los Newark Bears en la Atlantic League of Professional Baseball; además con los Diablos Rojos del México en la Liga Mexicana de Béisbol. Actualmente es aprendiz de entrenador de béisbol en la Grand Rapids Christian High School en Grand Rapids, Míchigan.